# Безький собор
Бе́зький собор (порт. Sé de Beja), або Катедра́льний собо́р свято́го Якова Старшого (порт. Sé Catedral de São Tiago Maior) — християнський храм у Португалії, місті Бежа. Центральний храм Безької діоцезії. Резиденція єпископів Безьких (з 1770). Названий на честь святого Якова Старшого. Збудований 1590 року як церква в мануельському стилі, за розпорядженням браганського архієпископа Теотонія та проектом архітектора Жорже Родрігеша. Постав на місці старої Безької церкви святого Якова. Розташований поруч із Безьким замком. Статус катедрального собору отримав 14 листопада 1925 року. Капітально відремонтований і розширений 1937 року. Повторно освячений 31 травня 1946 року.

## Галерея

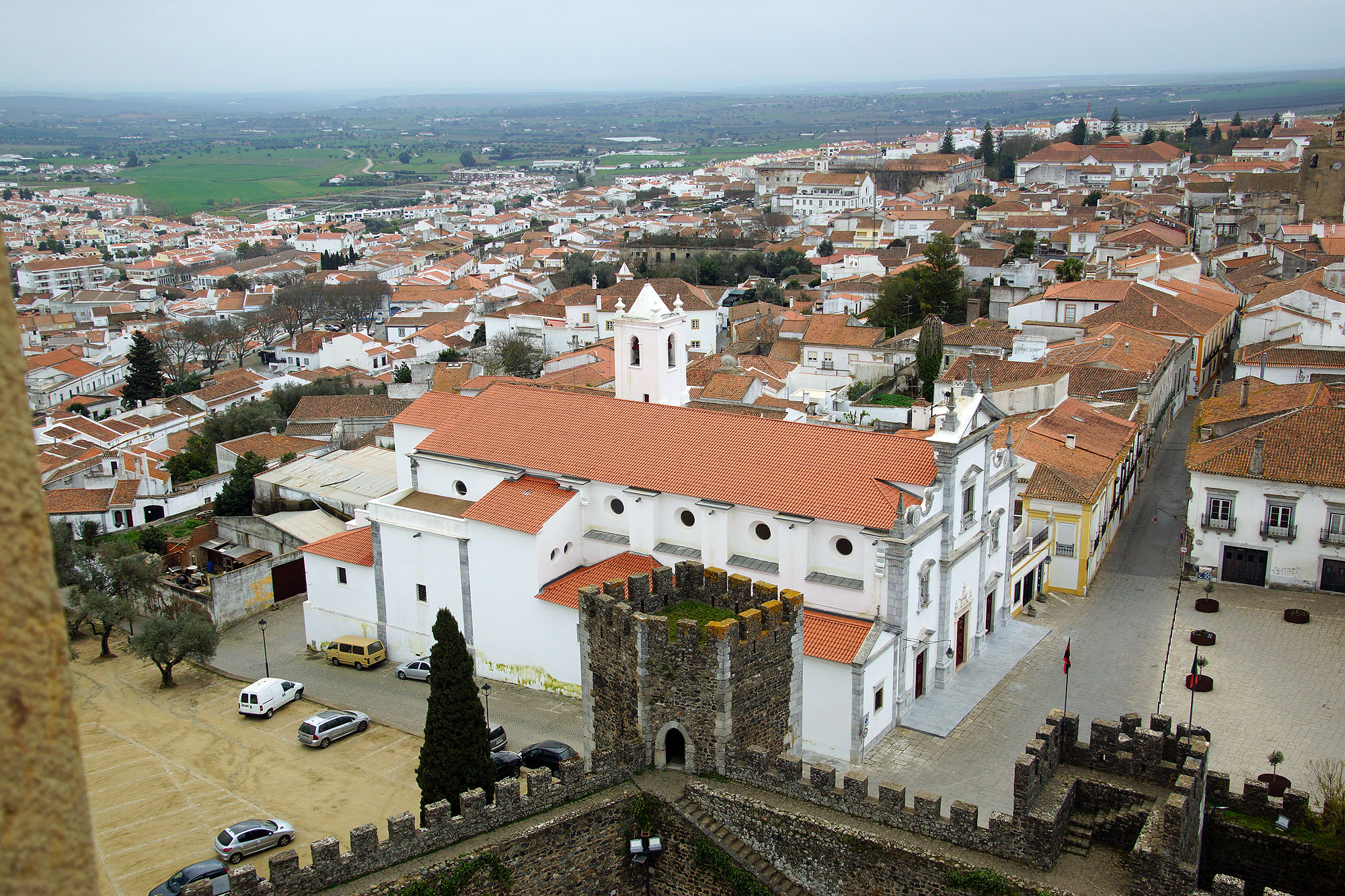
На тлі міста
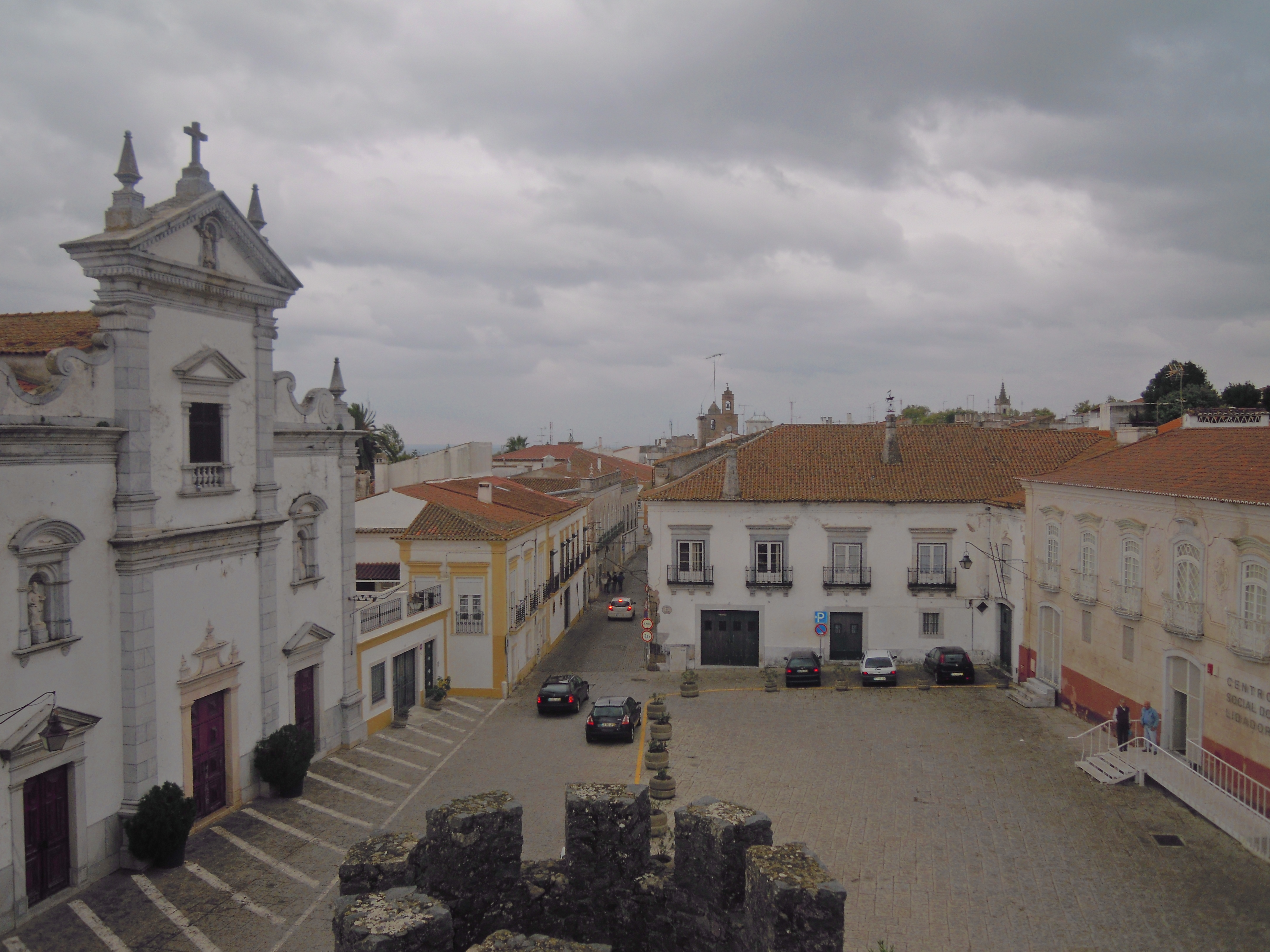
Замкова площа
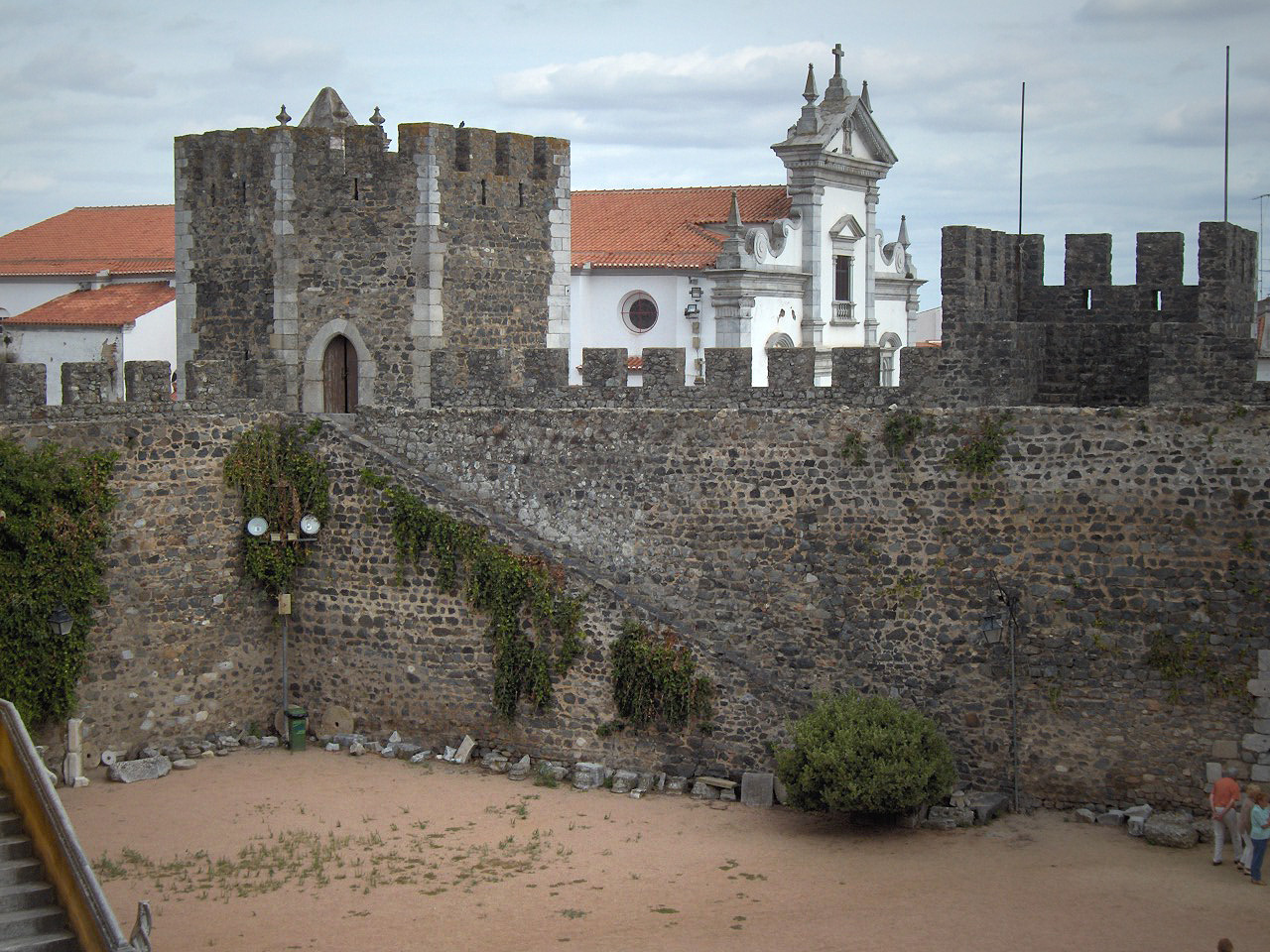
Вигляд із замку